# Церковь Обновления храма Воскресения (Карпово)
Церковь Обновления храма Воскресения (Церковь Воскресения Словущего, Воскресенский храм) — православный храм возле деревни Карпово Дмитровского района Московской области. Относится к Рогачёвскому благочинию Сергиево-Посадской епархии Русской православной церкви.
Освящена в честь праздника Обновления храма Воскресения Христова (Воскресения Словущего).

## История
Впервые Воскресенский погост при селе Дятлино упоминается в 1562 году: церковь Воскресения Христова на селе Дятелино, принадлежащего Богоявленскому монастырю и также церковь Воскресения Христова на погосте Дятелинской земли на речке Дятлинке. Во время Великой Смуты были уничтожены обе церкви и село Дятелино.
5 мая 7191 (1683) года на восстановленном селе Дятелино (Воскресенском) строится новая церковь Рождества Христова.
В 1713 году в селе Воскресенском числится деревянная церковь Воскресения Христова, в 1715 году числится деревянная церковь Обновления храма Воскресения Христова. Здесь, видимо, имеются ввиду снова две церкви; церковь Обновления храма находится на погосте возле села Дятелино.
Далее деревянная Воскресенская церковь в селе Дятелино была разрушена и не восстанавливалась, Дятелино так полностью после польско-литовского нашествия не восстановилось. В дальнейшем, развитие получает соседняя деревня Карпово.
В 1743 году на погосте была заложена кирпичная церковь Обновления храма Воскресения на средства Богоявленского монастыря. Трапезная и колокольня относится к XIX веку. Приделы в честь священномученика Харлампия и Иоанна Богослова.
В Карповский церковный приход в 1751 и 1766 годах входили деревни: Дятлино, село Карпово, деревня Карпово, Дубровки и Пулиха. В селе Карпово располагаются лишь дома церковнослужителей. Вероятно, селом Карпово числится Воскресенский погост с церковью и домами церковнослужителей.
В 1938 году церковь была закрыта.
В 1997 году церковь была возвращена РПЦ, в 2002 году началось восстановление храма.

## Архитектура
Основное здание храма представляет собой восьмерик на четверике с 3-лопастным алтарём. Трапезная двухстолпная с двумя приделами; выполнена в русском стиле. Колокольня трёхъярусная с 8-гранной крышей.
Трапезная и колокольня были перестроены и расширены в 1880-х годах (архитектор А. П. Белоярцев).

## Настоятели
- Поп Иван (1562 г.)[1]
- Священник Борис Фёдоров (1705 г.)
- Священник Илья Иванов (1715 г.)